# Grundlagenvertrag zwischen Japan und der Republik Korea
| Grundlagenvertrag zwischen Japan und der Republik Korea | Grundlagenvertrag zwischen Japan und der Republik Korea |
| Japanischer Name                                        | Japanischer Name                                        |
| ------------------------------------------------------- | ------------------------------------------------------- |
| Kanji                                                   | 日韓基本条約                                            |
| Hepburn                                                 | Nikkan Kihon Jōyaku                                     |
| Übersetzung                                             | Grundlagenvertrag zwischen Japan und Korea              |
| Koreanischer Name                                       |                                                         |
| Hangeul                                                 | 한일기본조약                                            |
| Hanja                                                   | 韓日基本條約                                            |
| Revidiert                                               | Hanil Gibon Joyak                                       |
| McCune-Reischauer                                       | Hanil Gipon Choyak                                      |
| Übersetzung                                             | Grundlagenvertrag zwischen Korea und Japan              |

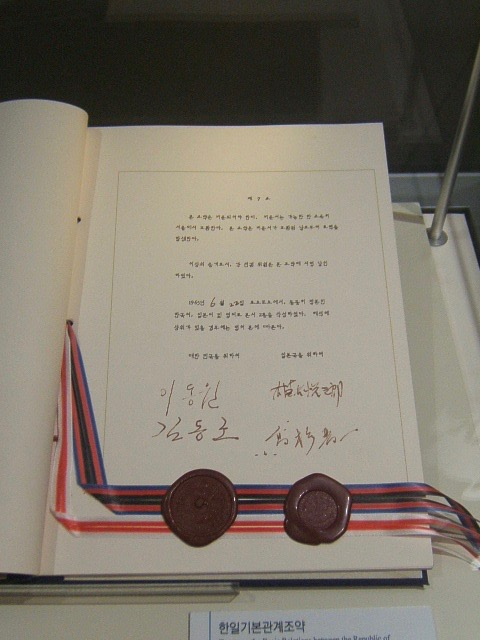
Kopie des Vertrages ausgestellt im Museum für koreanische Zeitgeschichte

Der Grundlagenvertrag zwischen Japan und der Republik Korea, auch Grundlagenvertrag zwischen der Republik Korea und Japan genannt, wurde am 22. Juni 1965 in Tokio unterzeichnet, um diplomatische Beziehungen zwischen Japan und der Republik Korea (Südkorea) herzustellen. Nach der Ratifizierung durch beide Staaten trat er am 18. Dezember 1965 in Kraft.
Korea wurde 1910 vom Japanischen Kaiserreich annektiert. Einer der Nachfolgestaaten nach der Unabhängigkeit der Koreanischen Halbinsel nach dem Ende des Zweiten Weltkriegs war Südkorea. Aus diesem Hintergrund heraus sind die Beziehungen der beiden Länder noch bis in die heutige Zeit stark vorbelastet. Der Grundlagenvertrag war ein wichtiger Schritt zur Normalisierung der Beziehungen. Im Jahr 1951 fand bereits die erste Präliminarkonferenz zwischen den beiden Ländern zur Normalisierung der diplomatischen Beziehungen statt, und ab dem folgenden Jahr wurden weitere sieben Konferenzen veranstaltet. In der südkoreanischen Öffentlichkeit traf der Vertrag auf heftigen Widerstand, da er keine Entschuldigung für die Besatzung bot.
Im Grundlagenvertrag, der als Ergebnis dieser Verhandlungen 1965 abgeschlossen wurde, wurde bestätigt, dass alle Verträge „zwischen dem Japanischen Kaiserreich und dem Koreanischen Kaiserreich am und vor dem 22. August 1910 bereits null und nichtig sind“ und dass die Regierung der Republik Korea „die einzige legitime [koreanische] Regierung“ ist.
Bei den Verhandlungen gingen die Standpunkte der beiden Staaten bei der Diskussion der Gültigkeit des Japan-Korea-Annexionsvertrags vom 22. August 1910 am weitesten auseinander, durch den Korea eine japanische Kolonie geworden war. Japan vertritt die Ansicht, dass der Vertrag erst mit dem Inkrafttreten des Friedensvertrags von San Francisco ungültig geworden sei, womit die Legitimität der Annexion Koreas durch das Japanische Kaiserreich gegeben wäre. Beide Koreas vertreten den Standpunkt, dass der Vertrag selbst auch ungültig ist, da die Unterzeichnung auf japanischen Druck stattgefunden habe und daher rechtsmäßig illegal gewesen sei.
Schließlich wurde eine doppeldeutige Formulierung im Grundlagenvertrag gewählt, die bis heute von beiden Ländern unterschiedlich interpretiert wird. Es wurde festgehalten, dass insbesondere die Übereinkunft von 1910 „bereits null und nichtig“ sei, und beide Seiten stimmten stillschweigend zu, dass diese Formulierung jeweils nach ihren eigenen Ansichten ausgelegt werden könne. Dieses Ergebnis wurde durch die Situation des Kalten Krieges verursacht, in dem beide, Japan und Südkorea, von den Vereinigten Staaten zur Normalisierung ihrer Beziehungen gedrängt wurden und zu einem Ergebnis kommen mussten.